# Filament (revista)
Filament é uma revista trimestral destinada a mulheres, que exibe fotografias eróticas de homens. Filament declara, através de seu slogan, ser "the thinking woman's crumpet". Diferente de outras revistas para mulheres que buscam realçar exclusivamente homens musculosos, Filament apresenta uma ampla variedade de homens. Juntamente com as fotografias eróticas a revista também experimenta incluir tópicos de discussão não relacionados apenas a sexo, mas a outros aspectos da vida. Desde "revistas masculinas regularmente misturam conteúdo inteligente e aspiracional com erotismo intelectual (...)", a Filament tenta seguir esta em uma revista feminina.
De acordo com o site da revista, sua inspiração é esta:
Mulheres são 10 vezes mais propensas a submeterem-se à cirurgia reparadora que homens e 43 vezes mais propensas a sofrer um transtorno alimentar. Isto acontece por que as mulheres são 'naturalmente' obcecadas com sua aparência, ou por que são influenciadas de alguma maneira pela mídia? Muitas revistas masculinas não discutem a aparência dos homens, mas quase todas as revistas femininas discutem a aparência das mulheres.

Filament quebra esta tendência cobrindo uma ampla gama de assuntos que inspiram e engajam, oferecendo a você belos garotos da maneira que você gosta de vê-los.
A revista é publicada no Reino Unido e está disponível para compra em todo mundo através de seu website e revendedores selecionados.

## Assuntos cobertos
Filament é uma revista feminina que, ao lado de seus aspectos eróticos (imagens de homens e ficção erótica), busca oferecer uma cobertura em assuntos relacionados a sexo e aqueles que não se relacionam a sexo. Por exemplo, a primeira edição contém uma discussão ética sobre o Hardcore e o Softcore, e dicas de etiqueta sobre pais ateus. Isto, por sua vez, diz respeito ao seu objetivo de criar uma revista para mulheres com discussões inteligentes, similar às revistas masculinas. Além disso, tenta se distanciar das típicas revistas femininas, não abrangendo temas como dieta, fofocas de celebridades, moda e cosméticos.

## O olhar feminino
A revista mostra tanto homens fotografados explicitamente quanto não-explicitamente. A revista se preocupar em apresentar fotografias de homens para mulheres, diferente daquelas projetadas para o público gay, que têm, por tradição, sido simplesmente reembaladas em revistas femininas como a Playgirl. A Filament utiliza resultados de pesquisas acadêmicas e primárias sobre os tipos de homens e fotografia que as mulheres mais preferem, para não só orientar os fotógrafos como para avaliar a fotografia erótica para publicação.

## Reação
As reações à Filament têm sido tanto positivas quanto negativas. Pesquisas populares realizadas na Nova Zelândia com mulheres pelo programa de assuntos atuais Close Up foram fortemente positivas, enquanto que aquelas realizadas pelo chat show britânico The Wright Stuff foram acima de tudo negativas. Em muitos blogs a aceitação da revista têm sido positiva, citando-a como "uma publicação lindamente encadernada, altamente pesquisada, recheada tanto de machos atrevidos posando para a câmera quanto de artigos inteligentes"  com "não apenas seus lindos rapazes magros, eles cobrem uma enorme gama da forma masculina" e dizendo que "os artigos, entrevistas, breves ficções e páginas de poesia são de excelente capacidade profissional".

## Campanha da ereção
Em agosto de 2009, a revista Filament começou uma campanha para tentar se tornar a primeira revista feminina do Reino Unido a publicar um ensaio fotográfico de ereção, depois que a gráfica de sua primeira edição se recusou a imprimir uma segunda se contivesse tais imagens. A Filament precisou vender mais 328 cópias de sua primeira edição para financiar a mudança de gráfica, e obteve sucesso. A campanha atraiu apoio generalizado, incluindo figuras de alto perfil como Zoe Margolis e Warren Ellis, e realçou a dupla moralidade da indústria de impressão e distribuição, onde nudez feminina explícita é largamente aceita mas publicações como a Filament sofrem tal bloqueio.